# 건배

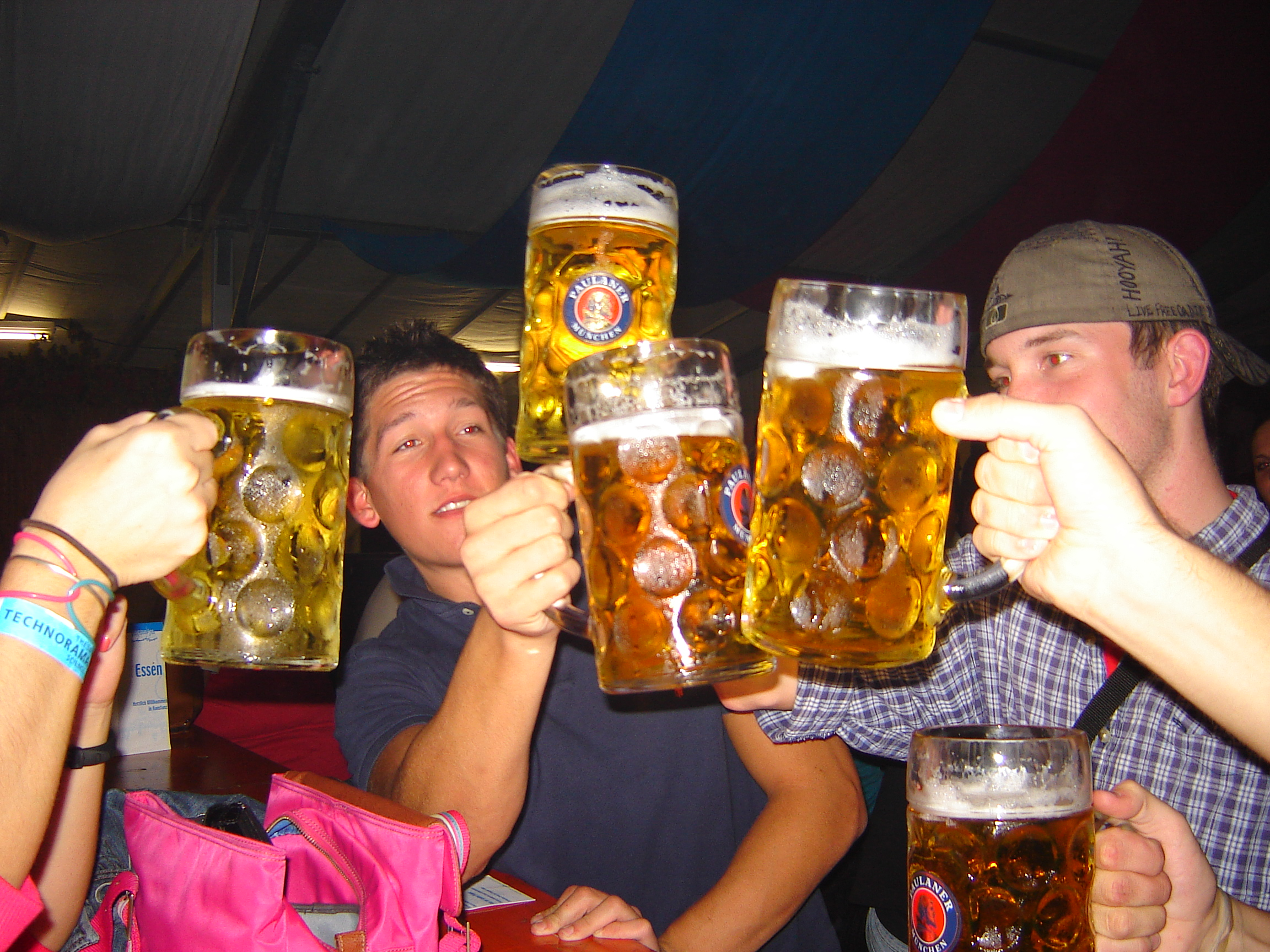
건배하는 사람들

건배(乾杯)는 술자리에서 주도자의 신호에 의해 함께 술을 마시며 잔을 비우는 행위를 말한다. 건배는 명예나 선의의 표시로 음료를 마시는 의식이다. 이 용어는 존경받는 사람이나 물건, 마신 음료 또는 음료에 수반되는 언어적 표현에 적용될 수 있다. 따라서 누군가가 축하하기 위해 "건배를 제안"하고 제3자가 동의하여 "건배"하는 "저녁 건배"가 될 수 있다. 이 의식은 문학 및 공연 장르의 기초를 형성하며, 그 중 마크 트웨인(Mark Twain)의 "To the Babies"가 잘 알려진 예이다.
이 기사에 설명된 건배는 서양 문화에 뿌리를 두고 있지만, 그 영역 밖의 특정 문화에는 음료를 마시는 것이 축하와 명예의 개념과 연결되는 고유한 전통이 있다. 건배의 신체적, 언어적 의식은 정교하고 형식적일 수 있지만, 단순히 누군가나 사물을 향해 잔을 들고 술을 마시는 것도 본질적으로 건배이며, 메시지는 표시된 사람이나 사물에 대한 호의의 하나이다.

## 역사
일설에 의하면, 잔을 부딪히는 행동은 서로의 잔에 독을 타지 않았다는 것을 보여주기 위한 행동이라고 한다. 잔을 부딪히면 서로의 술이 섞이기 때문이다. 다른 설에 의하면, 서양에서 건배라는 단어를 가진 '토스트(Toast)'라는 단어는 매운 토스트와 음료에 관한 17세기의 관습에서 기원한다고 한다.
다양한 근거 없는 이야기에 따르면, 유리잔을 만지는 관습은 중독에 대한 우려에서 발전했다. 한 설명에 따르면, 잔을 부딪치면 각 잔이 다른 잔으로 넘치게 될 수 있다. (그러나 해당 기원에 대한 실제 증거는 없음) 다른 이야기에 따르면, 건배의 영단어 toast라는 단어는 17세기에 음료에 매콤한 토스트를 곁들여 맛을 내는 관습에 기초한 관습과 연관되었다. 이 단어는 원래 그 음료를 제안한 여성을 가리키는 말이었고, 그녀의 이름은 비유적으로 음료의 맛을 낸 것으로 여겨졌다. 알코올 및 문화에 관한 국제 핸드북에서는 "건배는 아마도 신에게 신성한 액체를 바쳤던 고대 희생 제사의 세속적 흔적일 것이다. 즉, 소원을 대가로 피나 포도주를 바쳤고, '만수무강!'(long life!) 또는 '당신의 건강을 위해!'(to your health!)라는 단어로 요약된 기도를 드린 것이다.